# K.K. Telegrafen Centrale

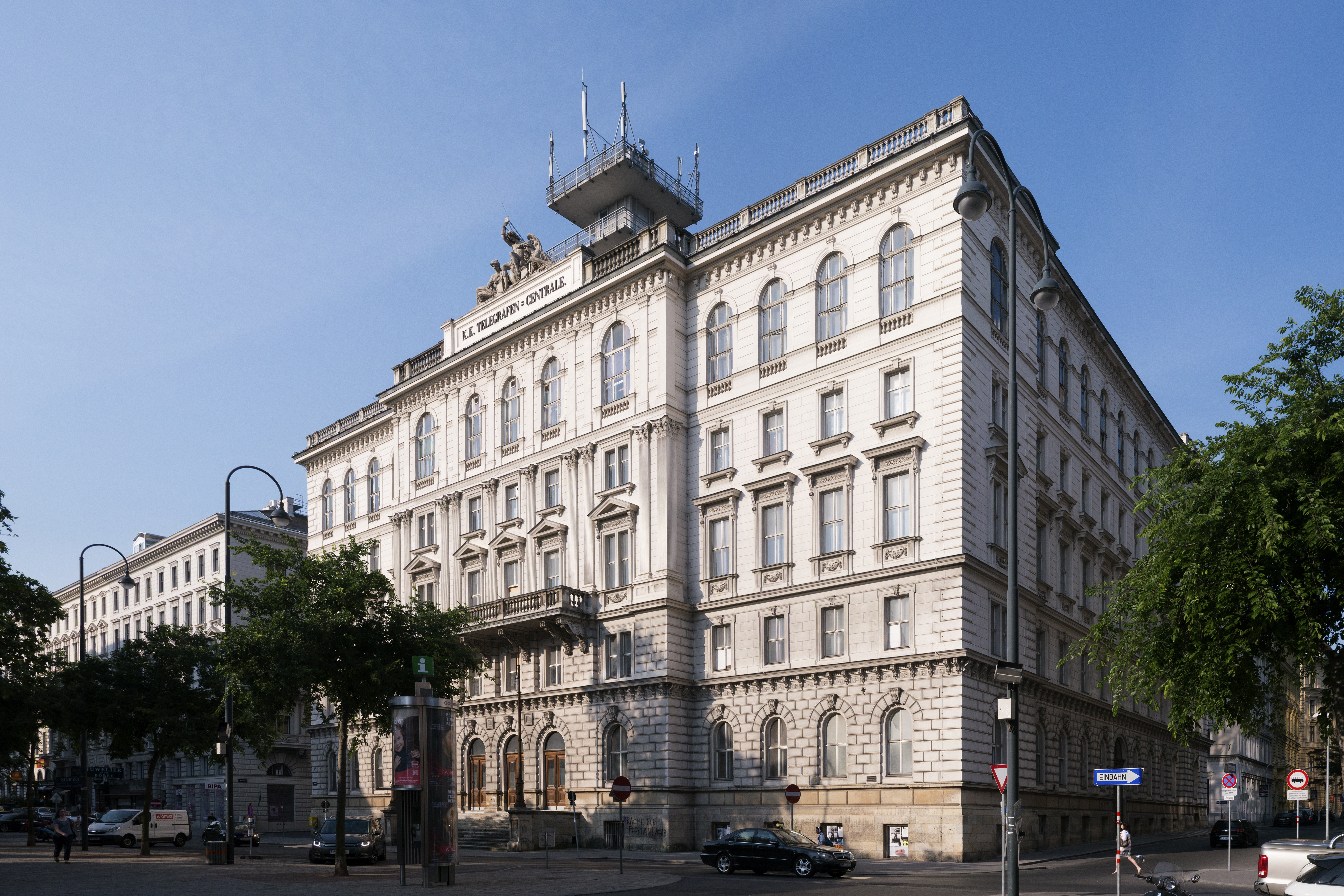
k.k. Telegrafen Centrale

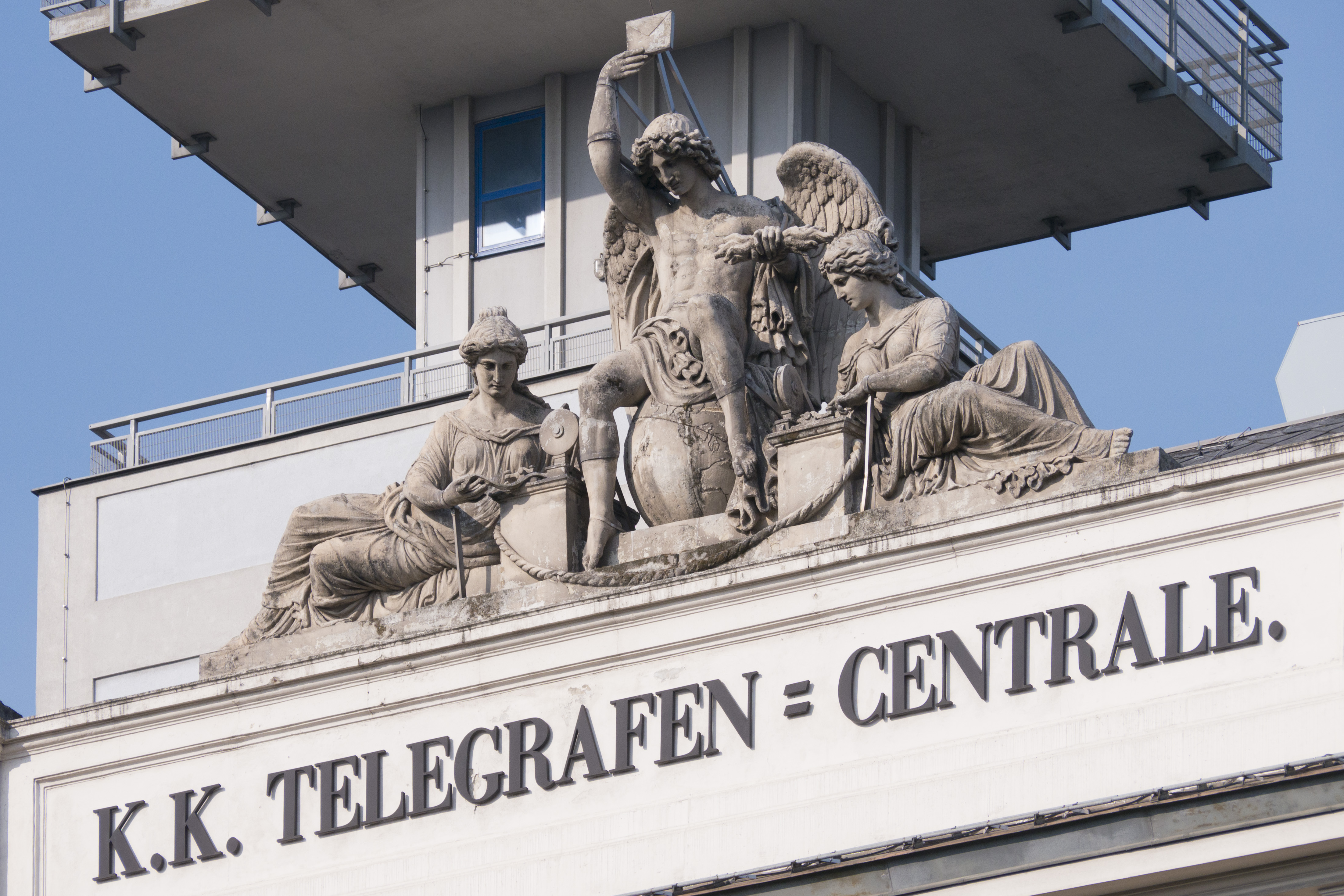
Hermesfigur mit Brief

Die ehemalige k.k. Telegrafen Centrale in Wien war das Hauptgebäude der österreichischen Post- und Telegraphenverwaltung.

## Geschichte
Zwischen 1870 und 1873 wurde das Gebäude als k.k. Telegrafen Centrale erbaut. Es befindet sich am Börseplatz 1. 1902-05 wurde es von Eugen Fassbender um ein zusätzliches Stockwerk vergrößert. Der Vordertrakt wird von einer Figurengruppe gekrönt, die auf einem Globus sitzt. Dies sollte die Telegraphie symbolisieren. Die Zentrale beherbergte auch eine Versuchsstation für drahtlose Telefonie und Telegraphie. 1964 wurde das Gebäude um einen Funkturm erweitert. Dieser wurde 2018 im Zuge von Umbauarbeiten wieder abgebaut, da das Äußere des Gebäudes wieder in seinen Ursprungszustand versetzt werden soll.
Seit seiner Erbauung bis 1996 wurde das Haus vom österreichischen Post- und Telekommunikationsamt genutzt. Zuletzt war es Sitz der Post- und Telegraphenverwaltung.
In der Folge stand das Gebäude mehrere Jahre leer. Nach dem Verkauf durch die Republik Österreich war auch die Bank Hypo Alpe Adria Eigentümerin des Hauses. Die nunmehrige Eigentümerin Immovate, plant eine Entwicklung zu hochwertigen Wohnungen. 2017 begannen umfassende Bauarbeiten, in deren Zuge Eigentumswohnungen sowie Büroräume entstehen sollen. Diese sollen bis zur Jahresmitte 2019 abgeschlossen sein.
2008–2010 fand im Sommer im Telegraphenamt die Aufführung des interaktiven Dramas Alma – a Show Biz ans Ende von Joshua Sobol in der Inszenierung von Paulus Manker statt, das das Leben der Künstlermuse Alma Mahler-Werfel zum Inhalt hat. Am 16. Juli 2013 wurde das ebenfalls von Manker inszenierte Simultandrama Wagnerdämmerung hier uraufgeführt.

## Architektur
Das Gebäude ist 54 m lang und 42 m breit und grenzt an die Hohenstaufengasse, die Helferstorferstraße und die Rockhgasse.

### Vestibül
Das Vestibül bildet eine dreischiffige Säulenhalle mit Wandgliederung, Stuckdecken und Arkaden. Vom Vestibül gelangte man in den Telegrammaufgaberaum, der durch Wände mit der Kassa und der Reklamationsabteilung getrennt war. Dahinter befand sich der Amtsraum für telefonische Telegrammvermittlung, die Rohrpostzentralstation und das Zentralexpedit. Im Zentralexpedit befand sich eine Hausrohrpoststation sowie eine zwischen diesem und den Apparatsälen verkehrende Depeschenseilbahn. Rechts vom Vestibül befand sich ein Warteraum mit Zugang zu Sprechzellen und dem Umschaltsaal. Dieser Saal wurde durch eine Balustrade geteilt. Der eine war für das Personal bestimmt und enthielt die Umschalteinrichtungen, während der andere Teil aus fünf Sprechzellen bestand. Der Umschaltraum war durch Schalter mit jenen Orten verbunden, die ausschließlich für Journalisten zugänglich waren und so gab es auch besondere Sprechzellen dafür.

### Parterre und Hauptstiegenhaus
Im Parterre befand sich der Kassensaal mit korinthischen Säulen, der bis vor kurzem noch das Postamt „Wien 6“ beherbergte. Im Hauptstiegenhaus erschließt eine Vierpfeilertreppe einen offenen Schacht mit toskanischen Säulen.

### 3. Stockwerk
Das dritte Stockwerk enthielt den Hauptrangierraum, in dem die Telegraphenkabel an die Hauptumschaltapparate angeschlossen waren, um von dort weiter in die Apparatsäle zu führen. Hier befanden sich auch die Translationseinrichtungen, Linienrelais und die Schlafsäle für das Nachtdienstpersonal.

### 4. Stockwerk
Das vierte Stockwerk enthielt die vier 7,3 Meter hohen Apparatsäle mit großen Bogenfenstern, die eine sezessionistische Stuckgliederung hatten. Diese Säle besitzen eine Bodenfläche von 1600 Quadratmetern, der größte dieser Säle ist 13 Meter breit und 40 Meter lang. In diesen Sälen mussten Tag und Nacht hunderte Personen arbeiten. Zur Klimatisierung gab es einen 32 Meter langen unterirdischen Hauptfrischluftkanal, der von der Gartenanlage am Börseplatz direkt unter der Wipplingerstraße zur Zentrale führte. Die Frischluft passierte mehrere Filter aus Segeltuch und einen Wasserzerstäubungsapparat, bevor sie zu den Heizkammern gelangte. Von hier aus konnte die Frischluft den Apparatsälen, dem Postamt, dem Zentralexpeditraum und dem Dachboden zugeführt werden. Im Winter wurde die Luft nicht nur geheizt, sondern auch befeuchtet. Bei +5 °C Außentemperatur konnte die Klimaanlage die Raumluft 1,5- bis 2-mal pro Stunde wechseln.
In diesem Stockwerk befindet sich auch der Hauptsaal der Zentrale mit einer Spiegelrahmendecke und Säulen mit Masken, unter anderem von Sol und Chronos.

### Keller
Das Gebäude verfügt über mehrstöckige Kelleranlagen.